# Jeda
Jedaias Capucho Neves, dit Jeda (né le 15 avril 1979 à Santarém, dans l'État du Pará) est un footballeur italo-brésilien, évoluant au poste d'attaquant.

## Biographie
Jeda commence sa carrière dans le club brésilien de l'União São João, club formateur de Roberto Carlos. Durant la saison 1999-2000, il fait ses débuts professionnels et marque 6 buts en 12 matchs. Il participe dans la foulée au Torneo di Viareggio, tournoi regroupant les meilleures équipes de jeunes du monde. Il se fait remarquer par Vicence qui le fait signer en début de saison 2000-01. Cela permet au jeune attaquant de faire ses débuts en Serie A. Il jouera 11 matchs durant la saison et marquera un but, son premier en Italie, lors de la défaite contre la Lazio. Malheureusement le club termine 16e et est relégué en Serie B. 
La saison suivante, 2001-02, Jeda est cantonné au banc. Il ne joue que 3 bouts de matchs sans marquer en Serie B. Il passe alors en prêt au mercato d'hiver à l'AC Sienne, toujours en Serie B. Il participe à maintenir le club, 15e, avec 4 buts en 15 matchs. Il retourne à Vicence lors de la saison 2002-03 : Jeda s'impose très vite comme titulaire et marque 8 buts en 35 matchs. L'équipe ne termine que 8e et rate la montée. La saison suivante, marquée par un rajeunissement de l'équipe, Jeda est toujours une figure importante du club. Il participe activement à la première partie de championnat, permettant au club de se hisser à bonne distance de la zone rouge grâce à ses 6 buts en 23 matchs. En janvier 2004, il passe en copropriété à l'US Palerme à la lutte pour la montée. Avec ses 3 buts en 17 matchs, il participe à la montée du club sicilien qui remporte au passage la Serie B.
Jeda restera en Serie B lors de la saison 2004-05 en signant à Piacenza : il marque 3 buts en 18 matchs avant de passer à Catania avec qui il finira 13e du championnat. Il marquera 6 buts en 19 matchs.
Il passe lors de la saison 2005-06 au FC Crotone en Serie B : titulaire incontestable, il participe à 42 matchs et marque 15 buts, permettant ainsi au club de se maintenir en milieu de tableau (9e). Il est acheté pour la saison 2006-07 par Rimini qui cherche à monter une équipe capable de jouer les premiers rôles en Serie B. L'équipe, menée par son trio offensif Jeda, Adrián Ricchiuti et Davide Moscardelli, frôle l'exploit en terminant 5e, aux portes des play-off. Jeda est un joueur essentiel dans le dispositif de l'équipe : il marquera lors de cette saison 13 buts en 39 matchs. 
Il reste au club la saison suivante, 2007-08, où Jeda explose véritablement en marquant 12 buts en 19 matchs, participant ainsi largement à l'excellent début de saison du club. Toutefois, ses performances et ses statistiques amène la Serie A à lui faire les yeux doux. Ainsi, au mercato d'hiver, il signe un contrat avec le Cagliari Calcio. Il y signe un contrat de 3 ans. Lors de sa première demi-saison, il marquera 3 buts en 20 matchs, dont un magnifique où, du milieu du terrain il arrive aux 20 mètres avant de propulser un superbe ballon en pleine lucarne. L'équipe se sauve et termine à la 14e place.
Jeda est titulaire pour la saison 2008-09 : il participe activement à l'excellent championnat du club sarde, 9e, en marquant 11 buts en 36 matchs. Lors de la saison 2009-10, Jeda a joué pour l'instant 31 matchs pour 8 buts, confirmant qu'il est un joueur de grande qualité.
Le 31 août 2010, il s'engage avec l'US Lecce.

## Clubs
- 1999-2000 :  União São João
- 2000-2002 :  Vicence
- 2002 :  AC Sienne
- 2002-2004 :  Vicence Virtus
- 2004- :  Palermo
- 2004-2005 :  Piacenza FC
- 2005- :  Catane
- 2005-2006 :  FC Crotone
- 2006-2008 :  Rimini
- 2008-2010 :  Cagliari
- depuis 2010 :  Lecce

## Palmarès
- 1 championnat de Serie B : 2003-04 US Palerme